# Tunku Annuar
Tunku Tan Sri Annuar ibni Al Marhum Sultan Badlishah (30 giugno 1939 – Ipoh, 21 maggio 2014) è stato un principe malese, presidente del Consiglio di reggenza del Kedah dal 13 dicembre 2011 fino alla sua morte.
Era figlio del sultano Badlishah e fratellastro del sultano Abdul Halim.

## Biografia
Tunku Annuar nacque il 30 giugno 1939 ed era il primo figlio del futuro sultano Badlishah e della sua terza moglie, Tengku Asma binti Sultan Sulaiman. Suo padre era il settimo figlio del sultano Abdul Hamid Halim. Sua madre, Tengku Asma, era figlia del sultano Sulaiman Badrul Alam Shah di Terengganu. I genitori ascesero al trono nel 1943. L'attuale sultano di Kedah, Sallehuddin, è suo fratello germano.
Venne educato inizialmente presso il Malay College di Kuala Kangsar  per poi proseguire gli studi presso l'Australian Army Staff College di Fort Queenscliff. Nel 1981 gli fu concesso il titolo di Tunku Bendahara.
Il 12 dicembre 2011 venne nominato presidente del Consiglio di reggenza dopo che il sultano Abdul Halim entrò in carica come Yang di-Pertuan Agong. Gli altri membri del Consiglio erano i suoi fratelli Tunku Mahmud Sallehuddin e Tunku Abdul Hamid Thani e la figlia del sovrano Tunku Puteri Intan Safinaz.

## Matrimoni e figli
Il 22 gennaio 1962 sposò Sharifah Saleha Syed Omar Shahabuddin. In seguito divorziarono. Ebbero quattro figli:
- Tunku Marina;
- Tunku Putra Badlishah;
- Tunku Johanez;
- Tunku Azudin Shah.

La sua seconda moglie fu Toh Puan Noor Suzanna Abdullah, attuale Toh Puan Bendahara. Toh Puan Noor Suzanna era attiva in diversi eventi di beneficenza per le vittime delle inondazioni nel Kedah. La coppia ebbe un figlio, Tunku Dato' Harrun ar-Rasheed Putra.

## Morte e funerale
Tunku Annuar morì al Pantai Hospital di Ipoh alle 00:20 del 21 maggio 2014 per un attacco di cuore. Fu sepolto lo stesso giorno presso il mausoleo reale Langgar di Alor Setar dopo la preghiera del pomeriggio.
Prima della sua morte, era candidato alla successione al trono di Kedah dal momento che il raja muda e suo fratellastro maggiore Tunku Abdul Malik era considerato inabile a causa dell'età avanzata. A causa della sua morte, i suoi discendenti furono sorpassati e il 16 dicembre 2016 il fratello minore, Tunku Mahmud Sallehuddin, venne nominato erede al trono.